# Belvedere (litografia)
Belvedere è una litografia di Maurits Cornelis Escher del 1958.

## Descrizione
L'opera rappresenta un edificio a tre livelli in cui una scala porta al primo piano, mentre una scala a pioli porta al secondo piano, una scalinata porta ad un ipotetico livello inferiore non inquadrato, da questa scalinata vi si accede tramite una porta. Un uomo è affacciato al primo piano, mentre una donna è affacciata al secondo piano. Il tetto del palazzo-belvedere è composto da tre cupole emisferiche. Due persone, un uomo ed una donna, stanno salendo sulla scala per il primo piano, mentre due altre persone stanno salendo dalla scala a pioli, una persona sembra imprigionata al pianterreno,  mentre un'altra persona sta reggendo una figura impossibile (per la precisione un cuboide  impossibile) seduta su una panca posta a ridosso del palazzo-belvedere. Lo stesso palazzo-belvedere è una figura impossibile. Le persone sono vestite con indumenti rinascimentali. Sullo sfondo si vedono dei monti identificabili col Morrone.